# المجاعة الروسية لعام 1921

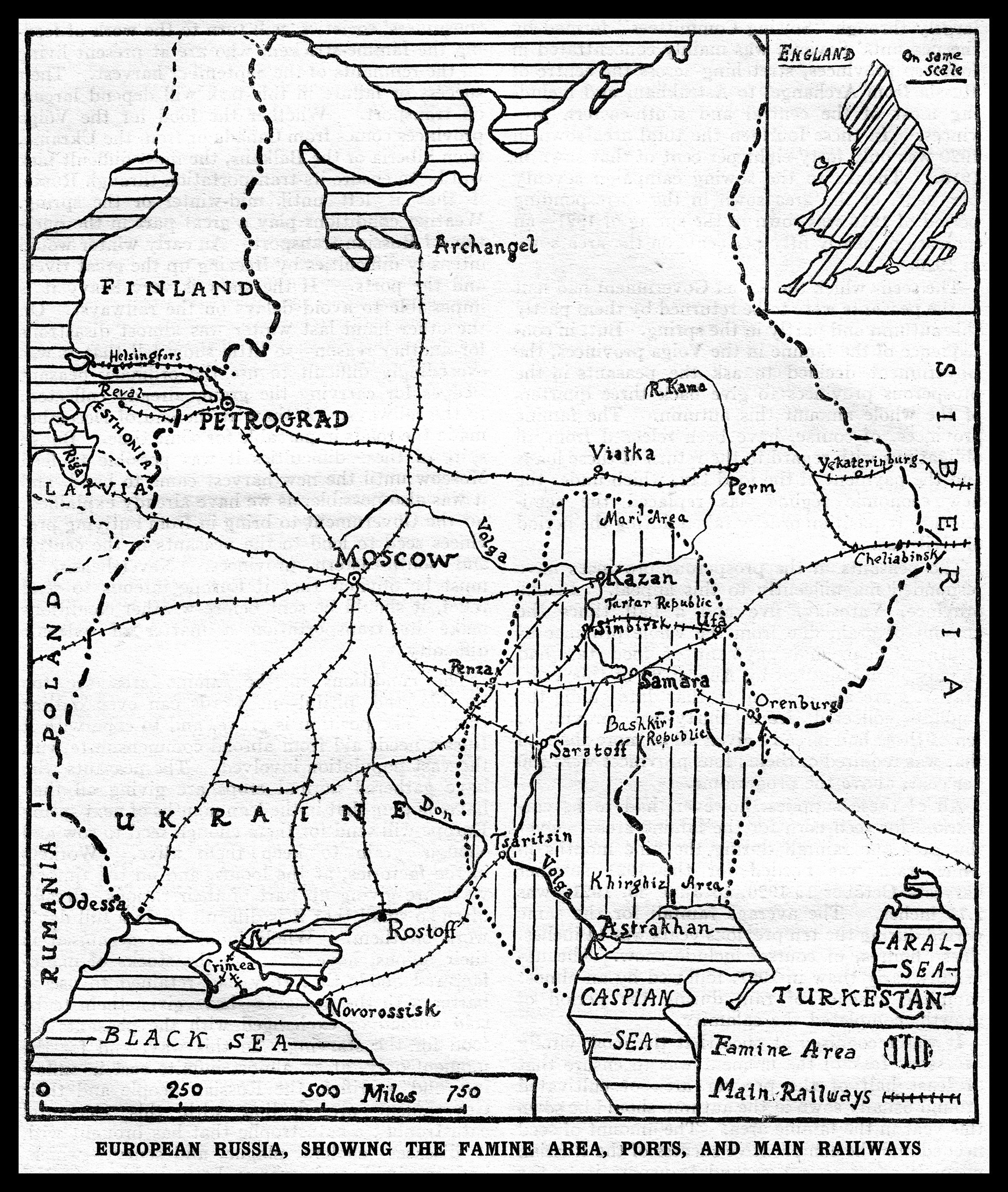
منطقة المجاعة في خريف عام 1921

المجاعة الروسية 1921 كان مجاعة شديدة في روسيا بدأت في ربيع عام 1921 في وقت مبكر واستمرت حتى عام 1922. أدت هذه المجاعة إلى مقتل ما يقدر بنحو خمسة ملايين شخص في مناطق الفولغا ونهر الأورال، أدت المجاعة إلى هجرة السكان بحثاً عن الطعام وقد اضطر بعضُهم إلى أكل العشب والتراب والحيوانات الأليفة بل قد لجأ بعضُهم إلى أكل لحوم البشر.
نتجت المجاعة عن آثار مجتمعة للاضطرابات الاقتصادية متمثلةً بالثورة الروسية والحرب الأهلية الروسية إضافةً إلى السياسات في الحرب الشيوعية، وخاصة برودرافيورستكا، التي تفاقمت بسبب أنظمة السكك الحديدية التي لم تتمكن من توزيع الغذاء بكفاءة.
أدت إحدى نوبات الجفاف والمجاعات في روسيا في عام 1921 إلى تفاقم الوضع إلى كارثة وطنية. كان الجوع شديدًا لدرجة أنّ حبوب البذور (أحياناً) كانت تؤكل بدلاً من أن تزرع. في وقت من الأوقات، كان يتعين على وكالات الإغاثة تقديم الطعام لموظفي السكك الحديدية لنقل إمداداتهم. أرسلت الولايات المتحدة الغذاء والدواء الذي غذى حوالي 11 مليون شخص.

## الخلفية التاريخية
قبل بدء المجاعة، كانت روسيا قد عانت ست سنوات ونصف من الحرب العالمية الأولى والحروب الأهلية في الفترة 1918-1920، وكان هناك الكثير من النزاعات التي تدور داخل روسيا.

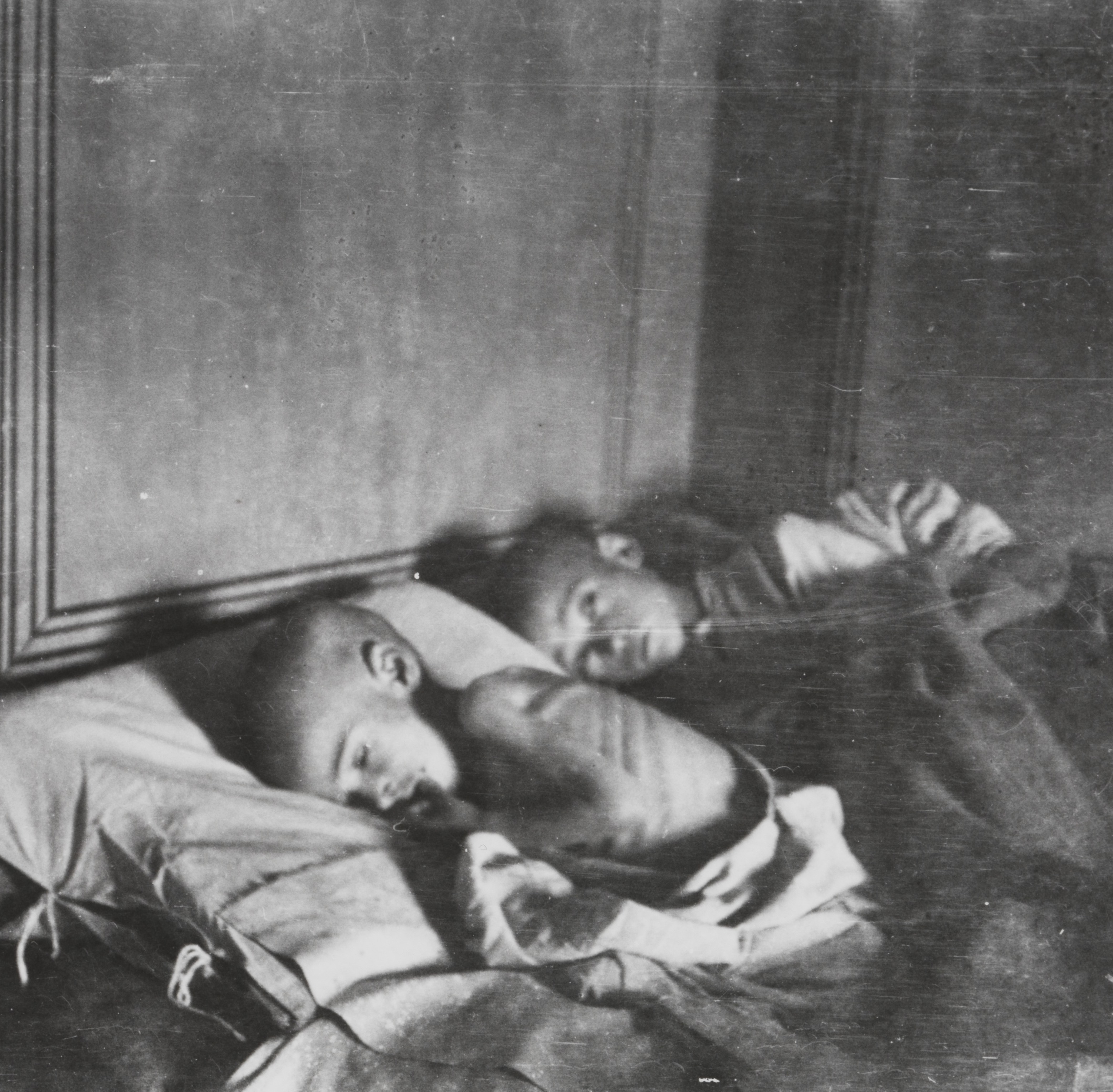
صورة خلال رحلة فريتيوف نانسين إلى روسيا عام 1921.

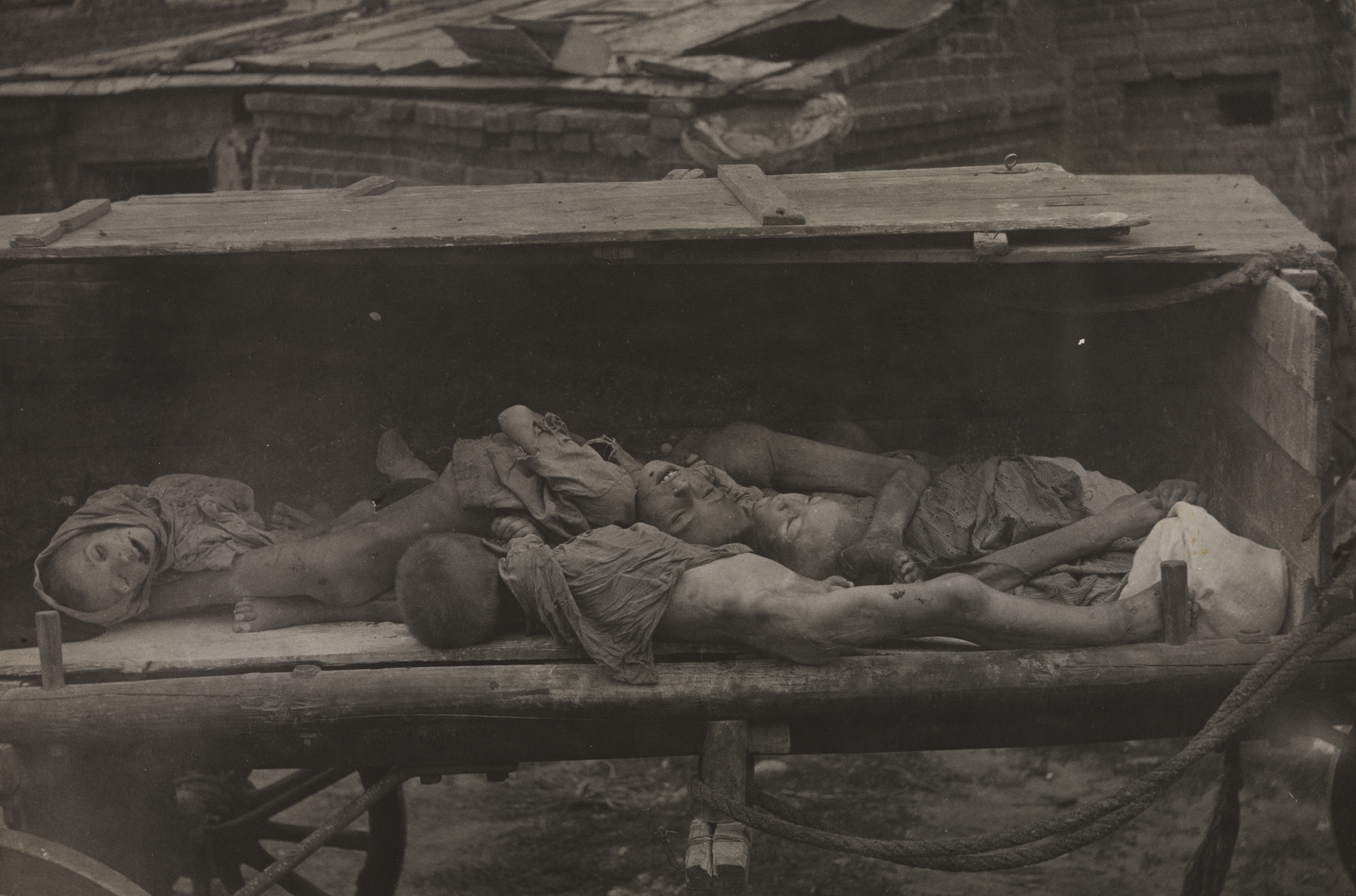
جثث أطفال تم جمعها على عربة في سامارا (روسيا) 1921.

قبل المجاعة كانت جميع الأطراف في الحرب الأهلية الروسية في الفترة 1918–1921- كالبلاشفة والجيش الأبيض والأناركيون قد حصنت نفسها من خلال الاستيلاء على الطعام من أولئك الذين قاموا بزراعته ومنحه لجيوشهم ومؤيديهم، وحرمانها من معاديهم. كانت الحكومة البلشفية قد طلبت إمدادات من الفلاحين مقابل القليل أو بدون مقابل. وقد أدى ذلك بالفلاحين إلى الحد بشكل كبير من إنتاجهم المحصولي. لقد حجب الفلاحون الأثرياء (كولاك) فائض الحبوب للحفاظ على حياتهم وللبيع في السوق السوداء. في عام 1920 أمر لينين بزيادة التركيز على طلب الطعام من الفلاحين.
تم رفض المساعدات من خارج روسيا في البداية. قدمت إدارة الإغاثة الأمريكية (ARA) التي شكلها هربرت هوفر لمساعدة ضحايا الجوع في الحرب العالمية الأولى، المساعدة إلى لينين في عام 1919، بشرط أن يكون لهم رأي كامل في شبكة السكك الحديدية الروسية وتوصيل الطعام بشكل محايد للجميع. رفض لينين هذا باعتباره تدخلاً في الشؤون الداخلية الروسية.
كان لينين مقتنعًا في النهاية ـمن خلال هذه المجاعة، وأحداث أخرى كتمرد كرونستادت، وانتفاضات الفلاحين (تمرد تامبوف)، وفشل الإضراب العام في ألمانيا- لعكس سياسته في الداخل والخارج. أصدر مرسومًا بالسياسة الاقتصادية الجديدة في 15 مارس 1921. وساعدت المجاعة أيضًا على فتح باب للغرب، سمح لينين لمنظمات الإغاثة بتقديم المساعدات هذه المرة. لم تعد هناك حاجة لإغاثة الحرب في أوروبا الغربية، وكان لدى إدارة الإغاثة الأمريكية منظمة تم تأسيسها في الجمهورية البولندية الثانية لتخفيف المجاعة البولندية التي بدأت في شتاء 1919-1920.

## جهود الإغاثة الدولية

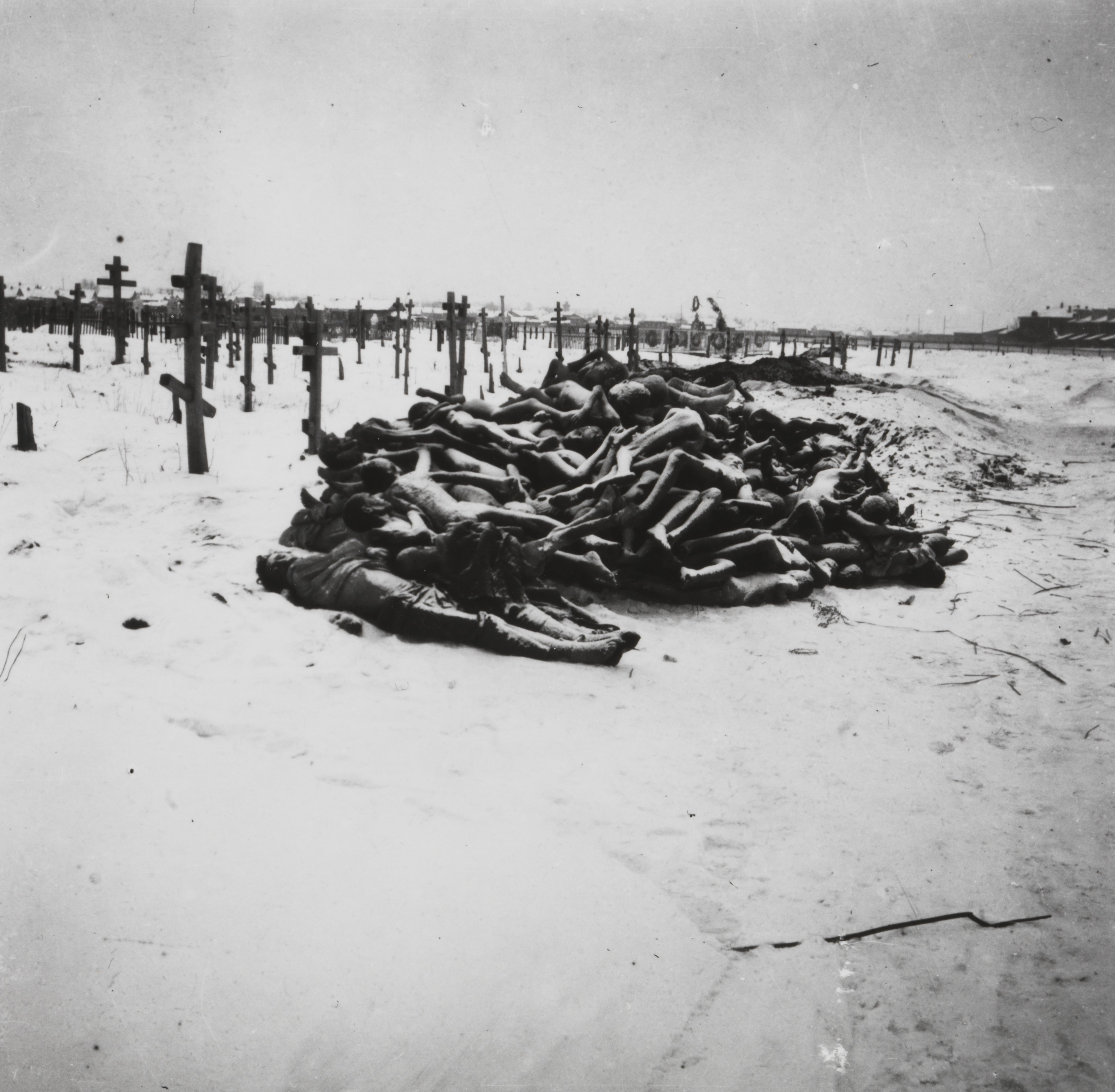
ضحايا المجاعة في بوزولوك، منطقة فولغا، بجانب سامارا

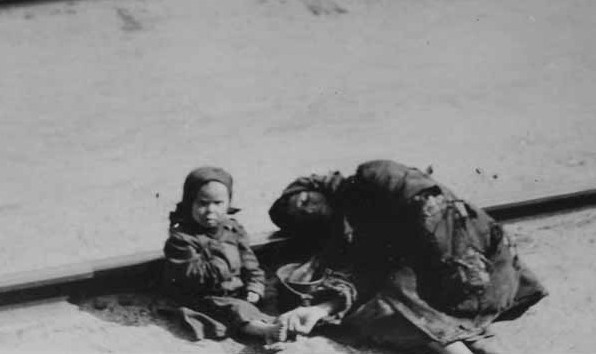
ضحايا المجاعة عام 1922

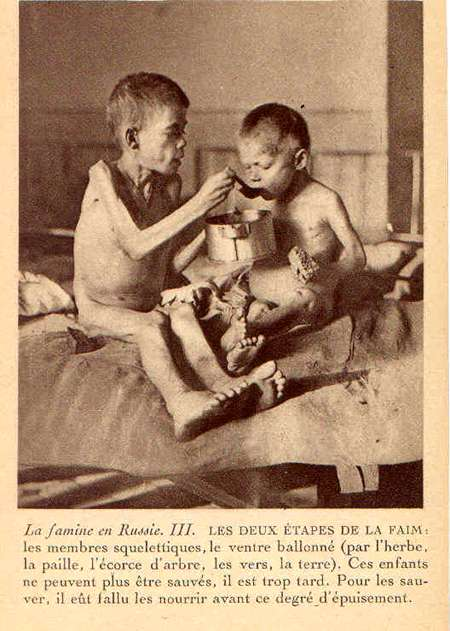
أطفال روس خلال المجاعة 1922

على الرغم من عدم إصدار طلب رسمي للمساعدة، فقد سمح للجنة من الأشخاص المعروفين دون انتماءات حزبية واضحة بتقديم طلب للحصول على المساعدة. في يوليو 1921 نشر الكاتب مكسيم غوركي نداءً إلى العالم الخارجي قائلاً إن ملايين الأرواح قد تعرضت للخطر. في مؤتمر عُقد في جنيف في 15 أغسطس نظمته اللجنة الدولية للصليب الأحمر والاتحاد الدولي لجمعيات الصليب الأحمر والهلال الأحمر، تم إنشاء اللجنة الدولية للإغاثة الروسية (ICRR) مع الدكتور فريتيوف نانسين المفوض السامي لها. ذهب نانسين إلى موسكو، حيث وقع اتفاقاً مع وزير الخارجية السوفياتي جورجي تشيشيرين يمنح لجنة «نانسين» الحق في إدخال أي موظف تحتاجه ويضمن لها حرية التنقل والعمل. في الوقت نفسه بدأ جمع التبرعات لعملية الإغاثة من المجاعة بشكل جدي في بريطانيا مع جميع عناصر عملية الإغاثة الطارئة ونشر إعلانات في الصحف بصفحات كاملة، وفيلم لجمع التبرعات في منطقة المجاعة. بحلول سبتمبر تم إرسال سفينة من لندن تحمل 600 طن من الإمدادات. تم افتتاح أول مركز تغذية في أكتوبر في ساراتوف.
كان المشاركون الرئيسيون في جهود الإغاثة الدولية هم إدارة الإغاثة الأمريكية في هوفر، إلى جانب هيئات أخرى مثل لجنة لجنة أمريكا لخدمات الأصدقاء والاتحاد الدولي لإنقاذ الطفولة والذي كان صندوق إنقاذ الطفولة البريطاني هو المساهم الرئيسي. تم تغذية حوالي عشرة ملايين شخص، معظمهم عن طريق إدارة الإغاثة الأمريكية، بتمويل من كونغرس الولايات المتحدة؛ قامت الوكالات الأوروبية التي ينسقها المجلس الدولي لحقوق الإنسان بتغذية مليوني شخص يوميًا، وكان الاتحاد الدولي لإنقاذ الطفولة يقوم بإطعام 375000 شخص في مراكزه في ساراتوف في ذروة العملية. كانت عملية الإغاثة خطرة -توفي عدة عمال بسبب الكوليرا- ولم يكن الأمر بدون منتقدين، بما في ذلك صحيفة ديلي إكسبريس في لندن، التي أنكرت أول مرة شدة المجاعة، ثم قالت إن الأموال ستنفق بشكل أفضل في المملكة المتحدة.

## عدد القتلى

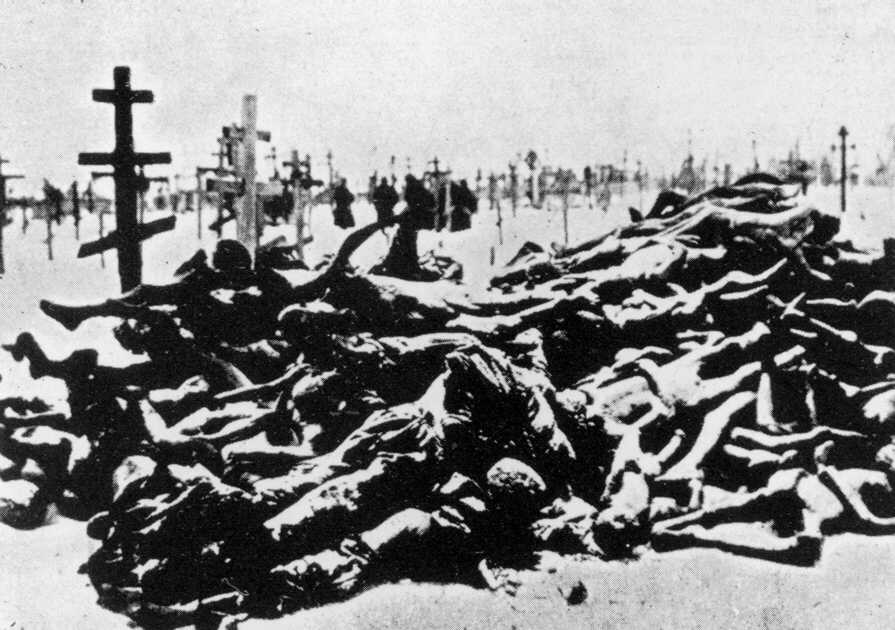
ضحايا المجاعة عام 1921 أثناء الحرب الأهلية الروسية.

كما هو الحال مع المجاعات الكبيرة الأخرى، فإن نطاق التقديرات كبير. خلص منشور سوفيتي رسمي في أوائل العشرينات من القرن العشرين إلى أن حوالي خمسة ملايين حالة وفاة حدثت في عام 1921 بسبب المجاعة والأمراض التي سببتها وعادة ما يتم الاستشهاد بهذا العدد في الكتب المدرسية. بينما قال بعض المحافظين أن العدد لا يتجاوز مليون شخص، في حين أن تقييمًا آخر استنادًا إلى القسم الطبي في إدارة الإغاثة الأمريكية تحدث عن مليوني شخص. على صعيد آخر تحدثت بعض المصادر عن عشرة ملايين قتيل. أما بيرتراند باتيناود فقد قال «هذا العدد لا يبدو عاليا بعد عشرات الملايين من ضحايا الحرب والمجاعة والرعب في القرن العشرين».